# Takačiho (1885)
Takačiho (高千穂) byl chráněný křižník japonského císařského námořnictva třídy Naniwa. Spolu se svou sesterskou lodí Naniwa byl prvním postaveným japonským chráněným křižníkem.

## Stavba
Takačiho byl na zakázku císařského Japonska postaven v letech 1884–1885 ve Velké Británii loděnicí Armstrong Whitworth.

## Konstrukce

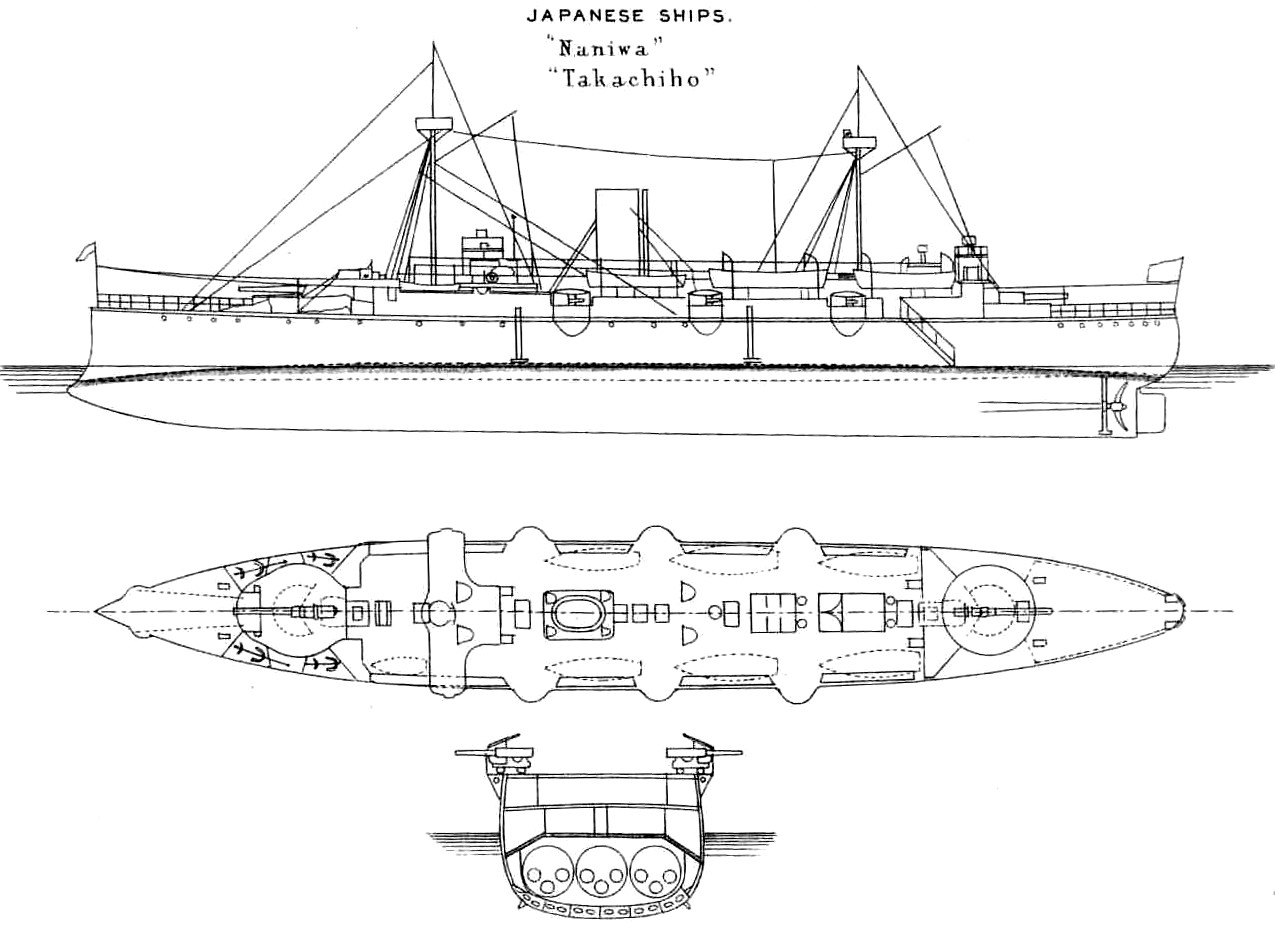
Základní uspořádání plavidla

Loď byla silně vyzbrojena. V pancéřových barbetách na přídi a zádi byla umístěna dvě 260mm děla, která doplňovalo šest děl ráže 152 mm. Lehkou výzbroj tvořilo šest 47mm kanónů a křižník nesl i čtyři torpédomety.

## Služba
Takačiho byl nasazen v první čínsko-japonské válce a dne 17. září 1894 bojoval v námořní bitvě na řece Jalu. Dále se účastnil japonské invaze na Tchaj-wan v roce 1895 a potlačení Boxerského povstání v Číně o několik let později.
Další válkou, které se křižník účastnil, byla válka rusko-japonská v letech 1904–1905. Takačiho se nejprve podílel na potopení ruského chráněného křižníku Varjag v bitvě u Čemulpcha. Ve dnech 27.–28. května 1905 také bojoval v rozhodující bitvě u Cušimy.
Takačiho byl jednou z japonských lodí ztracených při obléhání německé základny Čching-tao na počátku první světové války. Německý torpédoborec S 90 se jako jediná loď pokusil z obleženého přístavu uniknout a nechat se internovat v Číně. Vyplul 17. října 1914 a ještě té noci narazil na japonský svaz, tvořený právě křižníkem Takačiho a dělovým člunem Saga. Velitel lodi Brunner na japonské lodě zaútočil a Takačiho zasáhl třemi torpédy. Loď se potopila i s celou svou posádkou 271 mužů. Následujícího dne S 90 dosáhl čínských břehů, kde ho vlastní posádka potopila a nechala se internovat.